# Helyi önkormányzati választások
Önkormányzati és polgármester-választásokat Magyarországon a 2012. január 1-jétől hatályos új alaptörvény értelmében (a 2014-es önkormányzati választástól kezdve) ötévente tartanak. Így a legkisebb közös többszörös értelmében 20 évente esik egybe a továbbra is négyévente tartott parlamenti választásokkal (először 2034-ben). A választás egyfordulós, sem érvényességi, sem eredményességi küszöb nincs. Szavazhat minden legalább 18 éves magyar állampolgár, illetve nem magyar állampolgár akinek bejelentett lakóhelye vagy tartózkodási helye van Magyarországon.
Az önkormányzati választásokon a települések polgármestereiről, önkormányzatuk testületéről és a megyei közgyűlések összetételéről döntenek a választók. Budapesten a kerületek polgármestereit és képviselő-testületét, a fővárosi közgyűlést és a főpolgármestert választják meg. Ahol ezt kezdeményezik, lehetőség van kisebbségi önkormányzat megválasztására is. Ennek megfelelően az önkormányzati választásokon a településtípusnak és a helyi kezdeményezésnek megfelelően legalább kettő, legföljebb öt szavazólapon adhatják le voksukat a választók.
A választás akkor eredménytelen, ha nincs elég jelölt ahhoz, hogy a képviselő-testület teljes létszámban összeülhessen, vagy ha szavazategyenlőség alakul ki. Ezekben az esetekben a választás napja után 6 hónappal időközi választást kell tartani, addig az előző megválasztott képviselő-testület vagy polgármester tölti be a funkciót.

## Polgármester-választás
A polgármestereket és Budapest főpolgármesterét mindenhol az egyéni polgármesterjelöltek közül lehet választani a jelöltek egyikére leadott szavazattal. Polgármester a legtöbb szavazatot elnyert jelölt lesz.

## A helyi képviselők választása
A helyi képviselők választása a település népességszámától függően vegyes választási rendszerben vagy egyéni listás rendszerben történik. Előbbit a 10 000 lakos feletti, utóbbit a legfeljebb 10 000 lakosú településeken alkalmazzák.

### Vegyes választási rendszer
A vegyes választási rendszerben önkormányzati egyéni választókerületben és kompenzációs listákon lehet mandátumot szerezni.
Az önkormányzati egyéni választókerületben egy-egy képviselőt választanak a polgármester-választás szabályaihoz hasonlóan egyszerű többségi rendszerben, részvételi limit nélkül, vagyis a szavazásban résztvevők számától és a szavazatoknak a jelöltek közötti megoszlásától függetlenül az a jelölt szerzi meg a mandátumot, aki a legtöbb szavazatot kapta. Az egyéni választókerületben a választás csak akkor eredménytelen, ha több jelölt szerez egyenlő számú legtöbb szavazatot (ideértve azt az esetet is, ha egyetlen jelölt sem kap szavazatot), ekkor egyik jelöltet sem választják meg, és időközi választást kell tartani. A választás megtartásának nem akadálya, ha a választókerületben csak egyetlen jelölt indul.
A település önkormányzati egyéni választókerületre felosztása a helyi választási iroda vezetőjének (vagyis a jegyzőnek) a hatásköre. A választókerületeket úgy kell kialakítani, hogy választókerületenként a lakosság száma megközelítően azonos legyen és figyelemmel kell lenni a nemzetiségi, vallási, történelmi, földrajzi és egyéb helyi sajátosságokra is. Az arányosság szempontját a törvény azzal védi, hogy megsértése esetén a területi választási iroda vezetőjéhez (vagyis a vármegyei jegyzőhöz vagy fővárosi főjegyzőhöz) lehet fordulni, aki helybenhagyja vagy megváltoztatja a helyi döntést. Különös módon e döntésekkel szemben bírói útnak nincs helye és az arányosságon kívüli további elveket a jog egyáltalán nem védi, így az önkormányzati választás e fontos eljárási eleme kizárólag az önkormányzatok által kinevezett tisztviselők (jegyzők, főjegyzők) kezében van.
Kompenzációs listát az a szervezet állíthat, amelyik az egyéni választókerületek több mint felében jelöltet állít. A kompenzáció során azokat a töredékszavazatokat kell számításba venni jelölő szervezetenként, melyeket az egyéni választókerületekben meg nem választott jelöltekre adtak. Kompenzációs mandátumot csak annak a szervezetnek a listája kaphat, melynek jelöltjei a települési szinten összesített kompenzációs szavazatok legalább 5%-át megkapták. Közös lista esetén a limit 10%, kettőnél több szervezet közös listájának esetén pedig 15%.
A kompenzációs listák között a mandátumok elosztását a törvény a d'Hondt-módszer olyan módosított változata szerint írja elő, amely a kisebb szervezeteket jobban támogatja (a mandátumszámra nem lefele kerekítést, hanem legközelebbi egészre kerekítést alkalmaz). Mivel azonban az elosztható mandátumok száma a legtöbb település esetén nagyon kevés (25 ezer lakosig például csupán 3), ezért ez a megoldás erősen aránytalanná teszi a mandátumok elosztását.
A megválasztható képviselők száma vegyes választási rendszer esetén:
- 25 000 lakosig 8 fő egyéni választókerületben és 3 fő kompenzációs listán,
- 50 000 lakosig 10 fő egyéni választókerületben és 4 fő kompenzációs listán,
- 75 000 lakosig 12 fő egyéni választókerületben és 5 fő kompenzációs listán,
- 100 000 lakosig 14 fő egyéni választókerületben és 6 fő kompenzációs listán,
- 100 000 lakos felett pedig minden 10 000 lakos után eggyel nő az egyéni választókerületben, és minden 25 000 lakos után eggyel nő a kompenzációs listán választott képviselők száma.

Ennek megfelelően a legnagyobb önkormányzati képviselő-testülete Debrecen megyei jogú városnak van, közgyűlésébe 24 főt egyéni választókerületekben, 10 főt pedig kompenzációs listákon választanak, továbbá a közgyűlés tagja a polgármester is, aki elnöke annak.

### Egyéni listás választás
A legfeljebb tízezer lakosú településeken a képviselő-testület tagjainak megválasztására az úgynevezett egyéni listás választási rendszert alkalmazzák. Ez azt jelenti, hogy a szavazólapon a jelöltek nevén kívül azt is feltüntetik, hogy a településen hány képviselő választható, és a választópolgár legfeljebb ennyi képviselőre adhatja le szavazatát. A szavazat akkor is érvényes, ha a választó a megválaszthatónál kevesebb jelöltre szavaz. A képviselői mandátumokat a legtöbb szavazatot elnyert jelöltek kapják meg, szavazategyenlőség esetén sorsolás dönt. Nem lehet képviselő, aki nem kapott szavazatot, ha pedig a megválasztott képviselők száma kevesebb mint a választható létszám, akkor a betöltetlen helyekre időközi választást kell kiírni.
A megválasztható képviselők száma egyéni listás választási rendszer esetén:
- 100 lakosig 2 fő
- 1000 lakosig 4 fő
- 5000 lakosig 6 fő
- 10 000 lakosig 8 fő.

## A közgyűlések megválasztása
A megyei közgyűlések (illetve 2014 előtt a fővárosi közgyűlés) összetételéről a pártok és társadalmi szervezetek által állított listák egyikére leadott vokssal lehet szavazni. A listákra - a megyeszékhely kivételével - az egész megyében (illetve 2014 előtt a fővárosban) összesen szerzett szavazatok arányában jutnak mandátumok a közgyűlésben. A közgyűlésekben csak azokról a listákról lehet mandátumot szerezni, amelyekre leadott szavazatok meghaladják az összes érvényes szavazat 5%-át. Közös lista esetén a limit 10%, kettőnél több szervezet közös listájának esetén pedig 15%.

### Budapesten
A 33 tagú fővárosi közgyűlésnek 2014 óta a főpolgármester, a 23 kerületi polgármester és 9 kompenzációs listáról bejutott képviselő a tagja. Kompenzációs listán szerepelhetnek a főpolgármesterjelöltek és a kerületi polgármester jelöltek. 
2024-től a fővárosi közgyűlés tagjai a főpolgármester, valamint 32, a fővárosi listáról bejutott képviselő. A mandátumokat a D’Hondt-módszer szerint osztják el az 5%-os küszöböt (két, közös listát állító párt esetén 10%-ot, illetve több, közös listát állító párt esetén 15%-ot) elérő listák között. Lista állításához a jelölő szervezeteknek főpolgármester-jelöltet, vagy három kerületben polgármester-jelöltet kell állítaniuk.

## Kisebbségi önkormányzatok
Azokon a településeken, illetve budapesti kerületekben, ahol kezdeményeztek kisebbségi választásokat, az induló kisebbségek egyikének jelöltjei közül legfeljebb ötöt lehet választani. A szavazat akkor is érvényes, ha a választó a lehetségesnél kevesebb nevet jelöl meg; képviselők a legtöbb szavazatot elnyert jelöltek lesznek. Önkormányzatot az a kisebbség alakíthat, amelynek jelöltjeire a tízezernél nagyobb lélekszámú településeken legalább száz, az ennél kisebb lélekszámúakon legalább ötven választó adott le érvényes szavazatot. Az 1300 főnél kevesebb lakosú települések kisebbségi önkormányzatai legfeljebb három, az ennél nagyobbaké legfeljebb öt képviselőből állhatnak. Az a kisebbség, amely a fővárosban legalább egy kerületben tud önkormányzatot alakítani, fővárosi kisebbségi önkormányzatot is létrehozhat, s a kisebbségek országos kisebbségi önkormányzatot is alakíthatnak.

## Választások
- 2024-es magyarországi önkormányzati választás
- 2019-es magyarországi önkormányzati választás
- 2014-es magyarországi önkormányzati választás
- 2010-es magyarországi önkormányzati választás
- 2006-os magyarországi önkormányzati választás
- 2002-es magyarországi önkormányzati választás
- 1998-as magyarországi önkormányzati választás
- 1994-es magyarországi önkormányzati választás
- 1990-es magyarországi önkormányzati választás

## Jogszabályok
- 1990. évi LXIV. törvény a helyi önkormányzati képviselők és polgármesterek választásáról – hatályát vesztette
- 2010. évi L. törvény a helyi önkormányzati képviselők és polgármesterek választásáról
- 2013. évi XXXVI. törvény a választási eljárásról

## Külső hivatkozások
- valasztas.hu - Nemzeti Választási Iroda (korábbi választások adatbázisa, szabályok stb.)